# Japonsko na Zimních olympijských hrách 2010
Japonsko na Zimních olympijských hrách 2010 reprezentovalo 91 sportovců (48 mužů a 43 žen) v 14 sportech.

## Medailisté
| Medaile | Jméno                                          | Sport          | Disciplína                 |
| ------- | ---------------------------------------------- | -------------- | -------------------------- |
| Stříbro | Keiičiró Nagašima                              | Rychlobruslení | Muži 500 m                 |
| Stříbro | Mao Asadaová                                   | Krasobruslení  | Ženy jednotlivci           |
| Stříbro | Masako Hozumiová Nao Kodairaová Maki Tabataová | Rychlobruslení | Družstvo žen stíhací závod |
| Bronz   | Džódži Kató                                    | Rychlobruslení | Muži 500 m                 |
| Bronz   | Daisuke Takahaši                               | Krasobruslení  | Muži jednotlivci           |